# Efraim Andersson
Oskar Efraim Andersson, född 29 november 1896 i Doverstorp, Risinge socken, Östergötland, död 28 november 1989 i Nossebro, Västergötland, var en svensk religionshistoriker, missionär och präst. Han var 1929–1949 verksam som missionär i Franska Ekvatorialafrika.

## Biografi
Efraim Andersson studerade 1919–1920 vid Kristinehamns praktiska skola (nuvarande Kristinehamns folkhögskola) och 1920–1923 vid Svenska Missionsförbundets (SMF) missionsskola på Lidingö (sedermera Teologiska seminariet). Han avlade 1925 studentexamen i Lund och studerade sedan 1925–1926 vid Sorbonne-universitetet i Paris, 1926 vid Lunds universitet och 1928 vid Göteborgs högskola.
Han avreste 1929 till Franska Ekvatorialafrika och var verksam som missionär, 1929–1932 i Madzia, 1934–1938 och 1945–1947 i Ngouedi samt 1947–1949 i Brazzaville. Hans huvuduppgift var att utbilda evangelister, lärare och pastorer. Därutöver hade han olika förtroendeuppdrag.
Ett par år under andra världskriget tjänstgjorde han som lärare och tillförordnad rektor vid Jönköpings kristliga folkhögskola. Han avgick 1954 som missionär efter en konflikt med Svenska Missionsförbundets styrelse. Efter prästvigning tjänstgjorde han inom Svenska kyrkan, i Kårböle 1955–1962 som kyrkoadjunkt och i Los 1962–1965 som kyrkoherde.
Han avlade filosofie kandidatexamen 1929 och filosofie licentiatexamen 1934 och 1944. Efter fortsatta studier i Uppsala 1950 färdigställde han 1953 den första volymen av sin doktorsavhandling, Contribution à l'ethnographie des Kuta. Den andra volymen blev klar 1974.
1960 fick han i uppdrag av Internationella Missionsrådet att göra en undersökning i Kongo hur det kristna budskapet tagits emot av kongoleserna. Hans resultat redovisades 1968 i boken Churches at the Grass-Roots.
1965–1967 var han professor i afrikanistik vid teologiska fakulteten i Yaoundé, Kamerun. Efter två besök i Israel, 1970 och 1973, sammanställde han ett manuskript om staten Israel. Genom åren skrev han ett flertal böcker (även läroböcker) och artiklar, vilka behandlade religionshistoriska frågor och missionen i Afrika.

## Publikationer
- Religion och magi hos Afrikas naturfolk. Stockholm. 1936. Libris 230260
- På upptäcksfärd bland Kongos dvärgfolk. Stockholm: Svenska Missionsförbundet. 1942. Libris 598508
- Afrikanen väljer Kristus. Omvändelsen hos naturfolken i Kongo. Stockholm. 1943[7]
- Contribution à l'ethnographie des Kuta, volym 1 / avhandling på franska. Uppsala: Almqvist & Wiksell. 1953. Libris 12076645
- Messianic popular movements in the Lower Congo. Uppsala: Almqvist & Wiksell. 1958. Libris 719640
- Churches at the grass-roots : a study in Congo-Brazzaville / translated from the French by Dorothea M. Barton. London: Lutterworth P. 1968. Libris 1152263
- Contribution à l'ethnographie des Kuta, volym 2 / avhandling på franska. Uppsala: Almqvist & Wiksell. 1974. Libris 12076580
- Les Bongo-Rimba / franska. Uppsala: Studia ethnographica Upsaliensia. 1983. Libris 432205
- Väckelse och andra kristna folkrörelser i Kongo (postumt). Uppsala: Svenska institutet för missionsforskning. 1997. Libris 2333728

Ibuulu zangudi (mbulu ngulu), "förfädersmask" från Franska Kongo, insamlad av Efraim Andersson.

## Etnografika
Mot slutet av 1930-talet fick han av etnografiska avdelningen på Göteborgs museum i uppdrag att insamla föremål från Franska Ekvatorialafrika. Föremålen, drygt 1,700 stycken, indelade i 50 samlingar, finns idag på Världskulturmuseet i Göteborg. Den största samlingen, 1938.22, består av drygt 350 föremål från kota (även kuta/bakuta), den folkgrupp Andersson främst behandlade i sina akademiska avhandlingar.
Även på Etnografiska museet i Stockholm finns föremål förvärvade från Andersson - drygt 180 föremål från Franska Kongo och Belgiska Kongo samt drygt 500 föremål från Gabon, Kamerun och Belgiska Kongo, förvärvade 1993, efter Anderssons död, från hans hustru Ebba.

## Familj
Efraim Andersson var son till hemmansägare Oskar Alfred Andersson (1865–1950) och Hilda Maria Karlsdotter (f. 1866). Han gifte sig 1929 med Ebba Ingeborg Nilsson (1906–2002) och de fick barnen Ragnhild (f. 1931), Gudrun (f. 1932), Birgitta (f. 1935) och Torgerd (f. 1938).